# Tilliniemi
Tilliniemi är en halvö i Finland.   Den ligger i landskapet Egentliga Finland, i den sydvästra delen av landet, 180 km väster om huvudstaden Helsingfors. Tilliniemi ligger på ön Livonsaari.